# خوب انجامش بده
«خوب انجامش بده» (به انگلیسی: Do It Well) یک تک‌آهنگ از هنرمند اهل ایالات متحده آمریکا جنیفر لوپز است که در سال ۲۰۰۷ میلادی منتشر شد.
این تک‌آهنگ در چارت‌های جزو ده ترانه اول قرار گرفت.